# Lúč na Ostrove
Lúč na Ostrove (in ungherese Lúcs) è un comune della Slovacchia facente parte del distretto di Dunajská Streda, nella regione di Trnava.